# 神戸餃子
神戸餃子（こうべぎょうざ）は、兵庫県神戸市のご当地餃子。味噌ダレで食べるのが特徴である。

## 概要
焼き餃子を酢醤油やラー油で食するのは日本各地でみられるが、味噌ダレで食する文化が浸透しているのは日本では神戸市のみである。飲食店での提供だけでなく、味噌ダレで餃子を食することは神戸市の家庭においても根付いているのも特徴と言える。
赤味噌、白味噌、八丁味噌など使う味噌もさまざまなら、出汁やハチミツを加えるなど味噌ダレは店舗によって様々であり、味わいが異なる。また、神戸市内では餃子専門店以外に餃子を提供するラーメン店でも味噌ダレが置かれている。

## 代表店舗
元祖ぎょうざ苑
味噌ダレ発祥の店とされる。1951年創業
神戸牛の挽肉だけで餡を使った「100%神戸ビーフ餃子」は訪日旅行客にも人気が高い。宗教上の理由などで肉を食べられない人に向けた「野菜だけで作った餃子」も開発しており、ベジタリアンやビーガン向けとしてネットの口コミで人気を高めている。
味噌ダレのレシピは「企業秘密」であり、他の従業員が帰ってから、店主1人で仕込んでいるという。
ひょうたん
1957年創業。神戸餃子牽引役の一角とされる。家族経営で餃子と飲み物だけを販売し、三浦知良も店の常連であった。
製造責任者の体調不良を理由として2020年6月に閉店した。
2021年1月に飲食店の再生などを手掛けるZIPANGU（大阪市北区）が支援する形で、創業者の孫によって再開された。

## 歴史
「元祖ぎょうざ苑」を創業する頃末芳夫は岡山県の名家の生まれで、英語に堪能であったことから満州での諜報員を命じられ、諜報活動をカモフラージュする目的と情報取集を兼ねて、日本人向けの食堂を営んだ。中国で餃子といえば水餃子であり、焼き餃子は「残り物の水餃子」に火を通して食べるもので、主に使用人の間で食されていた。しかしながら、当時の満州で暮らす日本人は文化の違いもあって、各家庭で焼き餃子を好んで食しており、日本の故郷の味への郷愁から味噌を付けて焼き餃子を食するようになったという。
第二次世界大戦後、満州から引き揚げた頃末芳夫は神戸市兵庫区で1951年に「元祖ぎょうざ苑」を創業し、満州時代の食堂で人気だった味噌ダレの餃子を提供したところ、引き揚げ者らの間で話題を呼び、神戸市内の他店にも広がった。
日本各地でB級グルメ、ご当地グルメが注目され始め、ご当地餃子も紹介されるようになったことで、神戸餃子の認知度も徐々に高まっている。1995年の阪神・淡路大震災からの復興の過程で観光支援が行われていたことも、新たな観光資源として神戸餃子の認知が高まっている要因の1つに挙げられる。